# Valmara 59

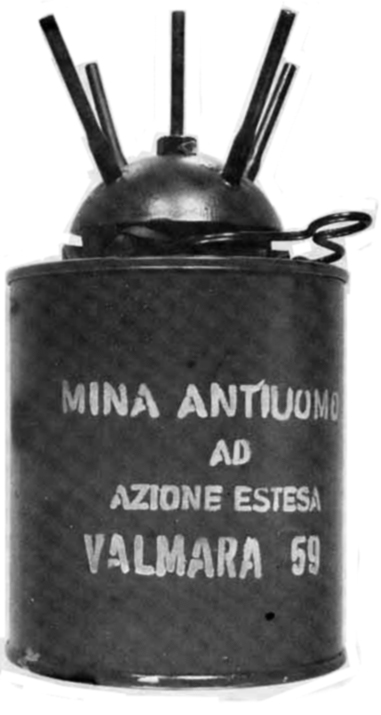
Un'immagine della Valmara 59, ORDATA

La Valmara 59 è una mina antiuomo saltante di fabbricazione italiana. Fu la prima di una serie di mine prodotte dalla Valsella Meccanotecnica e ad essa seguirono la Valmara 69 e la VS-JAP.
Il corpo della mina è in plastica, con 5 caratteristiche aste metalliche sul coperchio. L'asta centrale ha un foro per ospitare il cavo metallico di inciampo che, tirato, farà saltare verso l'alto la mina.
La parte interna ha una carica principale circondata da circa un migliaio di cubi d'acciaio, sotto i quali si trova un filo metallico, che connette la carica al fondo della mina. Quando la mina è attivata, viene proiettata verso l'alto di 45 cm circa, prima che il cavo entri in trazione, attivando il detonatore e facendo esplodere la mina. Un secondo detonatore fa esplodere la mina tre secondi dopo un eventuale fallimento del primo meccanismo.
La rosa letale ha un diametro di circa 25 m, con capacità di penetrazione di protezioni leggere.

## Specifiche tecniche
- Diametro: 102 mm
- Altezza: 196 mm
- Peso: 3,2 kg

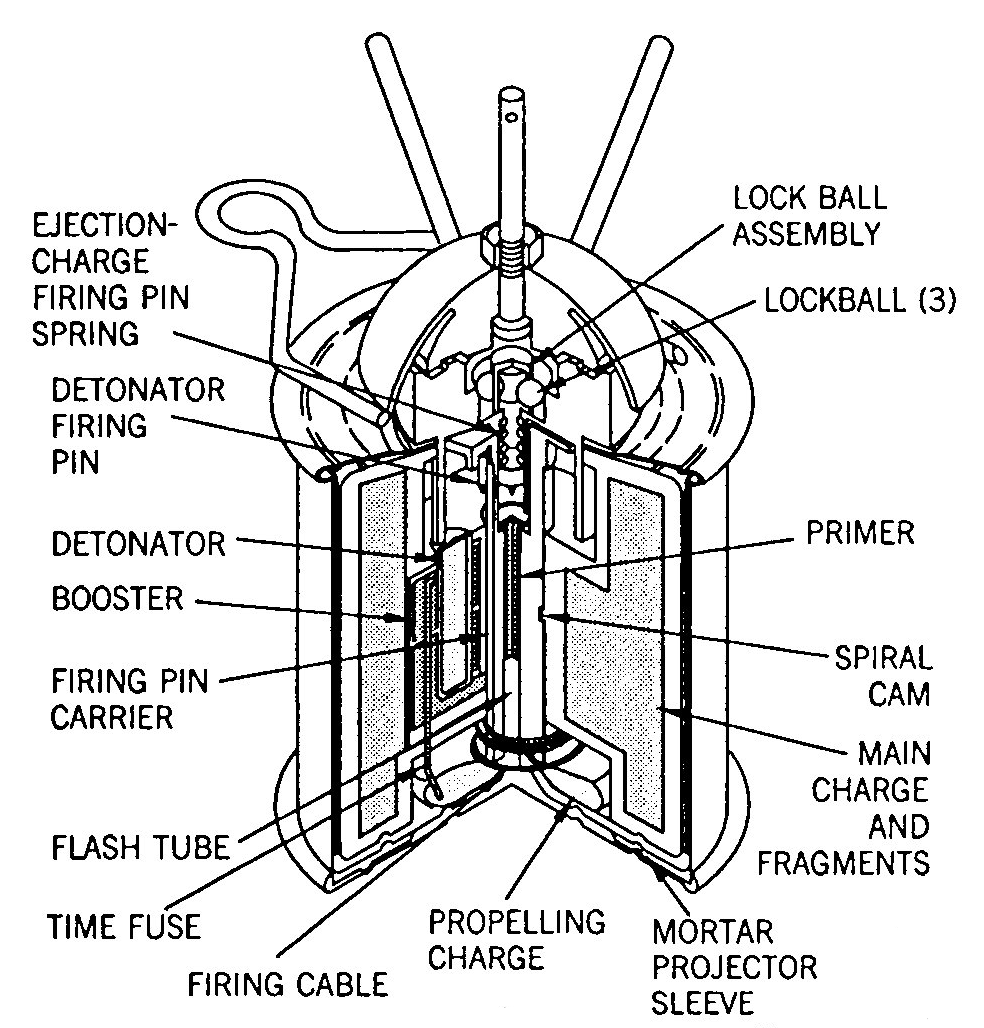
Spaccato di una Valmara 59.

- Contenuto esplosivo: tra 0,42 kg e 0,56 kg di Composizione B con carica di lancio in RDX
- Pressione operativa: 10,8 kg in pressione, 6 kg in trazione.